# Fagraea woodiana
Fagraea woodiana là một loài thực vật có hoa trong họ Long đởm. Loài này được F.Muell. mô tả khoa học đầu tiên năm 1886.